# Vlaamse verkiezingen 2004/Kandidatenlijsten/VLD-Vivant
Dit zijn de kieslijsten van het kartel VLD-Vivant voor de Vlaamse verkiezingen van 2004. De verkozenen staan vetgedrukt.

## Antwerpen

### Effectieven
1. Bart Somers
2. Dirk Van Mechelen
3. Marleen Vanderpoorten
4. Annick De Ridder
5. Margriet Hermans
6. Edwig Van Hooydonck
7. Cis Schepens
8. Martine Claesen (Vivant)
9. Patrick Desruelles (Vivant)
10. Dewi Van De Vyver
11. Inge Michielsen
12. Frans De Cock
13. Els Empereur
14. Ingrid Ceustermans
15. Hélène De Boe-Ariën
16. Marleen De Backer
17. Muriel Poortmans
18. Koen Anciaux
19. Luc Beaucourt
20. Kris Janssens
21. Willy Hoppenbrouwers
22. Frank Wilrycx
23. Ingrid De Cnodder
24. Sven Boutsen
25. Tom Ongena
26. Magda De Wachter-Kolliopoulou
27. Ellie Snoeck
28. Dirk Dielen
29. Els Schenkels
30. Annemie Turtelboom
31. Leo Delwaide
32. Arnold Van Aperen
33. Dirk Sterckx

### Opvolgers
1. Marc Van den Abeelen
2. Jul Van Aperen
3. Martine Taelman
4. Hans Schoofs
5. Peter Gysbrechts
6. Koen Helsen
7. Ann De Cnodder
8. Tanya Jansegers
9. Dominique Stynen (Vivant)
10. Geert Van Der Heyden
11. Kathelijne Van Deun
12. Karin Moerloos (Vivant)
13. Patrick Tersago
14. Patrik Vankrunkelsven
15. Yolande Avontroodt
16. Ludo Van Campenhout

## Brussel-Halle-Vilvoorde

### Effectieven
1. Sven Gatz
2. Khadija Zamouri
3. Koen De Koker (Vivant)
4. Martine Raets
5. Kim Strauven
6. Manu De Rons

### Opvolgers
1. Stefan Ector
2. Stefan Cornelis
3. Aviva Dierckx
4. Paul Boeckmans
5. Marijke Dejonghe
6. Annemie Neyts

## Limburg

### Effectieven
1. Jaak Gabriels
2. Marino Keulen
3. Lydia Peeters
4. Roland Duchâtelet (Vivant)
5. Ed Somers
6. Jean Lambrecks
7. Riet Ceyssens-Leynen
8. Nancy Vandervoort
9. Véronique Caerts
10. Bianca Luzi
11. Veerle Daenen
12. Eric Awouters
13. Marilou Vanden Poel-Welkenhuysen
14. Hilde Vautmans
15. Georges Lenssen
16. Patrick Dewael

### Opvolgers
1. Hugo Philtjens
2. Gilbert Van Baelen
3. Laurence Libert
4. Stefan Goclon
5. Mark De Zutter
6. Nele Lijnen (Vivant)
7. Robert Bamps
8. Iris Ulenaers
9. Diane Vandenholt
10. Anita Persoons-Bullens
11. Ilse Pipeleers
12. Jan Hoogmartens
13. Carmen Willems
14. Vital Heynen
15. Mark Vanleeuw
16. Jeannine Leduc

## Oost-Vlaanderen

### Effectieven
1. Karel De Gucht
2. André Denys
3. Vera Van Der Borght
4. Patrick Lachaert
5. Anne-Marie Hoebeke
6. Marnic De Meulemeester
7. Sas Van Rouveroij
8. Sami Souguir
9. Peter Bauwens (Vivant)
10. Patricia De Waele
11. Jozef Browaeys
12. Dirk Backaert
13. Anne-Marie Verdoodt
14. Kenneth Taylor
15. Sabine Claeyssens
16. Sabine Van Rysselberghe
17. Tom Waterschoot
18. Isabelle De Meyer
19. Martine Verhoeve
20. Vera Roesbeke
21. Veerle Nachtegaele
22. Ingrid Cleymaet
23. Philippe De Coninck
24. Nathalie Meganck
25. Erna Van Wauwe
26. Michel Casteur
27. Guy Verhofstadt

### Opvolgers
1. Marc Cordeel
2. Paul Wille
3. Hilde Eeckhout
4. Hilde Bruggeman
5. Johan Stylemans
6. Filip De Jonge
7. Patrick De Dobbeleer
8. Jenny Haaze-Claes
9. Huguette Deschrijver (Vivant)
10. Ann D'Hauwers-Viaene
11. Marc De Lat
12. Carina Van Cauter
13. Hilde Dierickx
14. Guido De Padt
15. Fientje Moerman
16. Herman De Croo

## Vlaams-Brabant

### Effectieven
1. Patricia Ceysens
2. Francis Vermeiren
3. Dominique Guns
4. Herman Schueremans
5. Stefaan Platteau
6. Cil Haesendonck (Vivant)
7. Natalie Theys
8. Kathleen D'Herde
9. Didier Reynaerts
10. Dirk Van Den Bossche
11. Pieter Van Kerckhoven
12. William De Boeck
13. Anne Van Goidsenhoven
14. Madeleine Dey
15. Maureen Donny
16. Jo De Ro
17. Sabine Bovend'Aerde
18. Annie Van De Velde
19. Eddie De Block
20. Stef Goris

### Opvolgers
1. Bob Verstraete
2. Dieudonné Horlait
3. Corinne Obrechts
4. Viki Tweepenninckx
5. Sven Willekens
6. Philippe Vervoort
7. Wim Desloovere
8. Godelieve Van Coillie (Vivant)
9. Olivia Michiels
10. Bea Verstraeten
11. Jeannine Borgenon-Berckmans
12. Annemie Rastelli
13. Katia De Vreese
14. Ernst Vranckx
15. Roger Heyvaert
16. Rik Daems

## West-Vlaanderen

### Effectieven
1. Vincent Van Quickenborne
2. Louis Bril
3. Stern Demeulenaere
4. Mercedes Van Volcem
5. Didier Ramoudt
6. Luc Dehayon (Vivant)
7. Heidi Vandenbroeke
8. Geert Leenknecht
9. Gilbert Verkinderen
10. Fabienne Allaert
11. Karine Declerck
12. Mia Bosch
13. Rita Malysse
14. Febronie De Leyn
15. Daisy Decoene
16. Elke Carette
17. Caroline Vanbraekel
18. Sandy Evrard
19. Marc Deprez
20. Joseph Allijns
21. Carl Vereecke
22. Jean-Marie Dedecker

### Opvolgers
1. Karlos Callens
2. Patrick De Klerck
3. Janna Rommel-Opstaele
4. Wout Maddens
5. Mauricette Cools
6. Charlotte Castelein
7. Petra Vannecke-Vanhulle
8. Stephanie D'Hose
9. Sophie Parmentier
10. Pieter Debou
11. Fabienne Dumortier
12. Piet Vandermersch
13. Miguel Chevalier
14. Sabien Lahaye-Battheu
15. Bart Tommelein
16. Marc Verwilghen